# Thomas Pakenham (2e comte de Longford)
Pour les articles homonymes, voir Thomas Pakenham.
Thomas Pakenham, 2e comte de Longford (14 mai 1774 - 28 mai 1835) est un homme politique et pair anglo-irlandais.

## Biographie

### Vie privée
Il est le fils aîné d'Edward Pakenham, 2e baron Longford, de Catherine Rowley, fille de Hercules Rowley. Sa sœur, Catherine Pakenham, est l'épouse d'Arthur Wellesley, 1er duc de Wellington.
L’un de ses plus jeunes frères, Edward Pakenham, est officier de l’armée britannique et sert sous les ordres de Wellington pendant la Guerre d'indépendance espagnole. Hercules Robert Pakenham, lieutenant-général de l'armée britannique, est un frère cadet et est colonel et aide de camp de Guillaume IV du Royaume-Uni.
Il succède à son père à la baronnie en 1792 et deux ans plus tard, il succède à sa grand-mère, Elizabeth Pakenham, 1re comtesse de Longford, comme deuxième comte de Longford.

### Vie publique
Il est l'un des 28 représentants irlandais d'origine élus au 1er Parlement de l'Union le 2 août 1800. Il est membre de la Chambre des lords jusqu'à sa mort. Il est nommé chevalier de l'ordre de Saint-Patrick le 17 décembre 1813. En 1821, il est créé baron Silchester, de Silchester, dans le comté de Southampton, dans la pairie du Royaume-Uni ce qui lui donne, ainsi qu'à ses descendants, un siège automatique à la Chambre des lords.

## Famille
Il épouse, le 23 janvier 1817, Georgiana Emma Charlotte Lygon (1798-1880), fille de William Lygon, 1er comte Beauchamp et de Catharine Denn. Ils ont dix enfants.
- Edward Pakenham (30 octobre 1817 - 27 mars 1860), célibataire, sans enfants ;
- William Pakenham (31 janvier 1819 - 19 avril 1887) épouse Selina Rice-Trevor (11 septembre 1836 - 22 janvier 1918), dont descendance ;
- Thomas Alexander Pakenham (3 mars 1820 - 5 janvier 1889) épouse Sophia Frances Sykes (1827 - 15 novembre 1898), dont descendance ;
- Charles Reginald Pakenham (21 septembre 1821 - 1er mars 1857), célibataire, sans enfants ;
- Henry Robert Pakenham (26 septembre 1822 - avril 1856), célibataire, sans enfants ;
- Frederick Beauchamp Pakenham (25 septembre 1823 - 15 février 1901), célibataire, sans enfants ;
- Louisa Elizabeth Pakenham (? - 7 juin 1863), célibataire, sans enfants ;
- Katherine Felicia Pakenham (11 octobre 1827 - 26 décembre 1911) épouse Fenton John Evans-Freke (1809 - 3 septembre 1889), dont descendance ;
- Georgina Sophia Pakenham (11 octobre 1827 - 26 mars 1909) épouse William Cecil, 3e marquis d'Exeter (30 avril 1825 - 14 juillet 1905), dont descendance ;
- Francis John Pakenham (29 février 1832 - 29 janvier 1905) épouse Caroline Matilda Ward (? - 25 juin 1938), sans descendance.

## Distinctions

### Décorations britanniques
- Chevalier de l'Ordre de Saint-Patrick (17 décembre 1813)